# Mariano Cordovani
Padre Mariano Cordovani O.P., al secolo Felice, (Serravalle di Bibbiena, 25 febbraio 1883 – Roma, 5 aprile 1950) è stato un religioso, teologo e docente italiano dell'Ordine dei frati predicatori.

## Biografia

### Inizi e formazione
Entrò nel convento domenicano del Santuario di Santa Maria del Sasso a Bibbiena, prendendo il nome religioso di Mariano a 16 anni, appassionandosi fin da subito alla filosofia e alla teologia.
Continuò gli studi nel Collegio di San Tommaso a Roma. Ordinato sacerdote nel 1906, cominciò ad insegnare teologia dogmatica al collegio romano nel 1910, e divenne maestro dei novizi.

### Carriera ecclesiastica
La carriera accademica crebbe rapidamente: fu nominato professore di filosofia all'allora Istituto Angelicum (poi Pontificia università "San Tommaso d'Aquino"), insegnò poi logica, critica e ontologia, tenendo un corso specialistico sulla filosofia dantesca e sulle scienze sociali moderne.
Papa Benedetto XV lo inviò all'Università Cattolica del Sacro Cuore di Milano come professore di dogmatica. Ebbe modo di conoscere don Luigi Sturzo con cui strinse amicizia, seguendo e apprezzando anche la nascita del Partito popolare italiano. Fu critico invece, assieme al cardinale Montini, verso le tendenze comuniste tra i cattolici romani e verso la nascita del Movimento dei cattolici comunisti.
Continuò sempre l'attività di ricerca accademica elaborando un approccio nuovo alla filosofia di  Tommaso d'Aquino.
A maggio del 1927, papa Pio XI gli conferì tramite motu proprio il magistero in sacra teologia, il massimo grado accademico previsto nell'Ordine domenicano. Fu un convinto antifascista, contro cui pronunciò discorsi e lanciò moniti. Fu promotore della Federazione universitaria cattolica italiana partecipando ai suoi convegni come relatore. Dall'ottobre 1927 al ottobre 1932 fu rettore dell'Angelicum.
La svolta avvenne il 18 luglio 1936, quando papa Pio XI lo nominò Maestro del sacro palazzo apostolico, confermato poi dal successore papa Pio XII che creò ad personam anche la carica di teologo della Segreteria di Stato della Santa Sede.
Morì nel Palazzo Apostolico il 5 aprile 1950.

## Opere
- Lo avvento di Gesù nell'ora che passa, Grottaferrata 1916;
- Il Regno di Dio, Roma 1918;
- Elementa iuris naturalis internationalis, Aretii 1924;
- L'attualità di s. Tommaso, Milano 1924;
- Rivelazione e filosofia, Milano 1924;
- Cattolicesimo e idealismo, Milano 1928;
- Saggezza e santità. Meditazioni filosofiche, Milano 1931;
- Itinerario della rinascita spirituale, Roma 1946;
- Spunti di sociologia, Roma 1948;
- Breviario spirituale secondo l'Imitazione di Cristo, Roma 1950.